# Brezelbubi
Brezelbubi – potoczne określenie młodych chłopców, którzy w międzywojennym Wrocławiu sprzedawali precle do piwa. W porównaniu do Eierjungen, ich towar cieszył się znacznie większym zainteresowaniem, głównie ze względu na świeżość oferowanych produktów. 